# قولار
قولار (بالفارسية: قولار) هي قرية تقع في قسم ببه‌جيك (مقاطعة تشالدران) في إيران. يقدر عدد سكانها بـ 39 نسمة بحسب إحصاء 2016.